# 韦尔 (密西西比州)
韦尔（Weir）是位于美国密西西比州中部查克托县的一个镇，人口约550（2000年美国人口普查）；2010年人口普查是459人。
该镇是由美国大陆军上校约翰·韦尔（John Weir）与兄弟詹姆斯创建。